# Andreas Bors
Andreas Bors (* 17. August 1989 in Wien) ist ein österreichischer Funktionär der FPÖ. Er ist Bezirksparteiobmann der FPÖ Tulln. Bors besuchte die Handelsschule und war als Vertriebsmitarbeiter tätig, bis er 2013 Regionalreferent der FPÖ in Niederösterreich wurde. Seit 28. Juni 2021 ist er Landesparteisekretär der FPÖ Niederösterreich. Seine Partnerin ist  Hans Jörg Schimaneks Enkelin, die als Gemeinderätin und im EU-Parlament tätig ist. Mediale Aufmerksamkeit bekam Bors durch ein Foto, das ihn gemeinsam mit zwei anderen mit nach oben gestrecktem rechtem Arm zeigt. Die Affäre um den „mutmaßlichen Hitlergruß“ von Andreas Bors ist für die FPÖ-Landesführung laut Eigenaussage abgehakt.

## Nominierung als Bundesrat
2017 war Bors als jüngstes Mitglied für den Bundesrat nominiert, nahm jedoch sein Mandat nicht an. Als Grund nannte er vorerst eine Medienkampagne, die die Regierungsverhandlungen stören würden und die Chancen bei den nächsten Landtagswahlen schmälern würden. Im Jahr 2014 wurde ein Foto von ihm als Jugendlicher in den Bezirksblättern publik, auf dem Bors mit zwei anderen zu sehen ist, wie sie die Hand mutmaßlich zum Hitlergruß ausstreckten. Bors bestreitet zunächst diese Intention der Geste, in einem ORF Interview am 18. November spricht er hingegen von einer saudummen Geste, zu der er sich im betrunkenen Zustand hinreißen ließ. Im Jahr 2015 wurde in der Sache ein Strafverfahren gegen Bors eingeleitet, das aber eingestellt wurde, weil die Handlung verjährt war. Als er im Herbst 2017 zum Bundesrat nominiert wurde, berichteten größere Medienhäuser wieder über das Bild. Anfang Dezember 2017 nominierte die FPÖ Niederösterreich Ina Aigner anstelle von Andreas Bors für den Bundesrat.

## Antreten zur Landtagswahl 2018
Nach dem Verzicht der Annahme seines Mandats für den Bundesrat gab Bors bekannt, auch auf ein Antreten bei der Wahl zum niederösterreichischen Landtag (Jänner 2018) zu verzichten. Nach eigenen Angaben hätte er als Spitzenkandidat für den Bezirk Tulln antreten können und somit auch gute Chancen, in den Landtag einzuziehen.

## Antreten zur Landtagswahl 2023
Bei der Landtagswahl 2023 trat er als FPÖ-Spitzenkandidat im Landtagswahlkreis Tulln an und zog in den Landtag ein.